# Drame au Vel'd'Hiv'
Pour plus de détails, voir Fiche technique et Distribution.
Drame au Vel'd'Hiv' est un film français réalisé par Maurice Cam, sorti en 1949.

## Synopsis
Un soir de grand match au Vel' d'Hiv', un cambriolage ainsi que l'assassinat du directeur ont lieu. Alors que sa maîtresse, Clara, hérite de l'argent de défunt, le neveu de ce dernier cherche l'identité du meurtrier et découvrira qu'il s'agissait de l'amant de Clara, qui s'est fait tuer à son tour.

## Fiche technique
- Titre français : Drame au Vel'd'Hiv'
- Réalisation : Maurice Cam
- Scénario : René Jolivet
- Photographie : Pierre Levent
- Musique : Henri Forterre et Georges Van Parys
- Montage : Monique Lacombe
- Pays d'origine : France
- Genre : Film dramatique
- Format : Son mono - Noir et blanc
- Société de production : Les Films Monceau
- Date de sortie : 16 novembre 1949 en France
- Affiches : Claire Finel, Guy-Gérard Noël (France)

## Distribution
- André Le Gall : Georges Louvier
- Claude Farell : Clara
- Raymond Bussières : La Frime
- Robert Pizani : Stern
- Albert Dinan : Trois Pattes
- Marie Guilhène : Penny
- Paul Faivre : Monsieur Fernand
- Maurice Salabert : Le commissaire
- Roger Rafal : Lenoir
- Bob Ingarao : José
- Jean Berton : Le juge
- Paul Azaïs : Un inspecteur
- José Casa : Un inspecteur
- Marcel Delaître : Un inspecteur
- Louis Bugette
- Georges Galley
- Eugène Stuber
- Jacques Verrières